# St. Georgen im Schwarzwald
St. Georgen im Schwarzwald is een plaats in de Duitse deelstaat Baden-Württemberg, en maakt deel uit van het Schwarzwald-Baar-Kreis.
St. Georgen im Schwarzwald telt 13.035 inwoners.

## Geografie
Sankt Georgen im Schwarzwald heeft een oppervlakte van 59,85 km² en ligt in het zuidwesten van Duitsland.

## Historie
zie abdij Sankt Georgen im Schwarzwald
Bad Dürrheim ·
Blumberg ·
Bräunlingen ·
Brigachtal ·
Dauchingen ·
Donaueschingen ·
Furtwangen im Schwarzwald ·
Gütenbach ·
Hüfingen ·
Königsfeld im Schwarzwald ·
Mönchweiler ·
Niedereschach ·
Schonach im Schwarzwald ·
Schönwald im Schwarzwald ·
St. Georgen im Schwarzwald ·
Triberg im Schwarzwald ·
Tuningen ·
Unterkirnach ·
Villingen-Schwenningen ·
Vöhrenbach